# Mecanizarea agriculturii

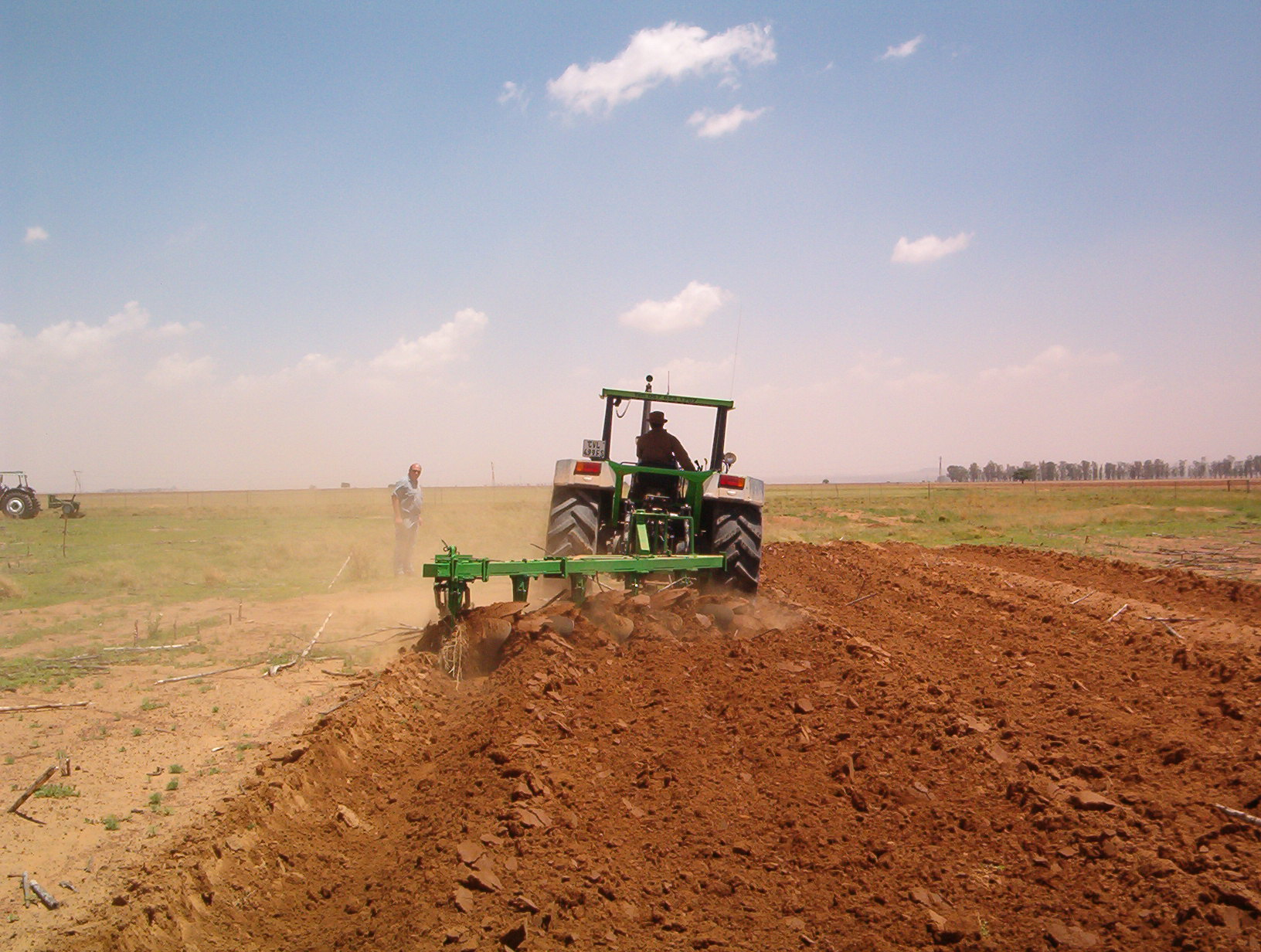

Mecanizarea agriculturii constituie introducerea și folosirea tractoarelor și a altor mașini agricole în procesele de producție din agricultură, în scopul înlocuirii tracțiunii animale și a muncii umane, a creșterii producției și productivității, a utilizării judicioase a suprafețelor agricole, a efectuării lucrărilor de îmbunătățiri funciare etc. Mecanizarea agriculturii a permis reducerea populației active din agricultură, în țările dezvoltate, de la 75-85%, la sfârșitul secolului al XIX-lea, la 2-5% la sfârșitul secolului al XX-lea.